# Flensted Food
Flensted Food Group A/S og WFG Denmark A/S er en dansk producent af kartoffelprodukter med hovedkvarter i Skovlund ved Ansager. Flensted Food blev etableret af Ole Flensted i 1992. De producerer en lang række frosne og kølede kartoffelprodukter. Der er ca. 150 ansatte i Flensted Food. WFG Denmark er moderselskab til Flensted Food Group, og det er ejet af tyske Wernsing Food Group.